# Энхбилэгтийн Тогтохо
Энхбилэгтийн Тогтохо, Тогтохо-тайджи (монг. Энхбилэгтийн Тогтох; 1863—1922) — деятель монгольской национальной революции, военачальник.

## Биография

### Ранние годы
Тогтохо родился в семье баргутского хохь-тайджи Энхбилэгта и его жены Баяны в Передне-Горлосском хошуне в местности под названием «Пять вершин — три юрты» на правобережье реки Хар-Мурэн (сейчас эти земли находятся на территории Цянь-Горлос-Монгольского автономный уезда городского округа Сунъюань провинции Гирин). Семья, вместе с тёткой Бумбалжир, проживала в собственном доме с двором, располагала почти двадцатью рабочими лошадьми и обширными пахотными угодьями. Хохь-тайджи не состоял на хошунной службе, и был способным земледельцем.
До 17 лет Тогтохо жил с родителями, охотясь, ухаживая за скотом и работая в поле, а после женитьбы на крестьянке Алиаху (Алиахүү) начал хозяйствовать самостоятельно. У него родилось пятеро сыновей — Дэлгэр, Нэймэн, Нутагт, Банзрагч, Шоолам и дочь Дулма.

### Партизанская деятельность
Когда в начале XX века цинское правительство начало программу колонизации внутреннемонгольских земель ханьцами, семья Тогтохо в его отсутствие лишилась большей части своих пашен. В ответ на это в 1907 году Тогтохо создал партизанско-разбойничий отряд в сто человек, который вплоть до 1910 года действовал во Внутренней Монголии, занимаясь грабежами и убийствами китайцев при негласной поддержке монгольского населения. В ходе этой борьбы, включавшей и столкновения с регулярными войсками Цинов, два его сына — Дэлгэр и Нутагт — были убиты, ещё двое — Банзрагч и Шоолам — попали в заключение в Мукдене. Проведя за три года 23 боя с китайцами, в конце концов Тогтохо был вытеснен из Внутренней Монголии и в начале 1910 года вместе с сыном Нэймэном и дочерью Дулмой вошёл в Сэцэн-ханский аймак Внешней Монголии, а 15 апреля его, с перебитой ногой и раной в груди, переправили в Акшинский уезд в районе Ново-Дурулгуевской станицы. Российские власти отказались выдать Тогтохо китайцам по предлогом того, что он — политический деятель, а не преступник. Переводчиком при Тогтохо, поселившемся в Верхнеудинске, состоял Ц. Г. Бадмажапов.

### В богдо-ханской Монголии
Тогтохо с воодушевлением воспринял новости о свершившейся в конце 1911 года национальной революции, и вместе со своими детьми приехал в Ургу. По сообщению Бадмажапова, Тогтохо был командирован в Ургу штабом Иркутского военного округа. Богдо-хан пожаловал его титулом «Отважный батор» (монг. Зоригтбаатар), выделил жалование в 150 лян, назначил начальником собственной гвардии и возвёл в княжеский чин.
Летом 1912 года Тогтохо, возглавив своих старых боевых товарищей, а также других прибывших из Внутренней Монголии солдат, принял участие в штурме кобдоской крепости. В 1913—1914 годах воевал за освобождение Внутренней Монголии; в 1912—1917 годах служил в Военном министерстве, был приставлен к русской Худжир-Булунской военной школе в Урге. В 1914—1919 годах был членом Малого государственного хурала.
Летом 1921 года Тогтохо примкнул к Народной революции. В следующем году Тогтохо был обвинён в контрреволюционном заговоре, руководимом Бодоо, и в ночь на 1 сентября 1922 года был в числе прочих обвинённых расстрелян за городом.